# Espontaneidad revolucionaria
La espontaneidad revolucionaria, también conocida como espontaneísmo, denomina en la terminología política la creencia en que la revolución social puede y debe ocurrir de forma más espontánea posible, si se quiere que tenga bases firmes y represente realmente las voluntades de la gente, surgiendo desde la clase obrera preparada con o sin la ayuda o guía de un partido político.
En su libro ¿Qué hacer?, Lenin  argumentó fuertemente en contra de la espontaneidad revolucionaria, considerándolo un concepto revisionista peligroso que degenera la naturaleza disciplinada del pensamiento político marxista y lo convierte en pensamiento arbitrario y estéril. Las corrientes antileninistas del marxismo en cambio opinan lo contrario.
También algunas corrientes anarquistas suscriben algún tipo de espontaneidad revolucionaria, producto de sus posiciones antivanguardistas que consideran perniciosa la acción de personas individuales o partidos concretos en el desarrollo revolucionario, en sí, su autoridad política así como ideológica como conductores sobre las clases oprimidas.
Hay que ver el contexto en que use el término y su significado para darle la mejor interpretación y entendimiento.